# Иоланда Венгерская
Иоланда Венгерская (венг. Árpád-házi Jolánta, Magyarországi Jolánta; ок. 1215 — октябрь 1251) — венгерская принцесса из династии Арпадов, дочь короля Венгрии Андраша II и Иоланды Куртене, супруга короля Арагона Хайме I Завоевателя.

## Биография

### Происхождение
Иоланда была дочерью короля Венгрии Андраша II и его второй жены Иоланды Куртене. По отцовской линии приходилась внучкой Беле III и его первой жене Агнессе Антиохийской. По материнской линии была внучкой Пьера II де Куртене и его второй жены Иоланды Фландрской.

### Брак и дети
В 1235 году Иоланда вышла замуж за короля Арагона Хайме I Завоевателя. Они обвенчались 8 сентября в Кафедральном соборе Барселоны. Для Хайме это был второй брак. Первый, с Элеонорой Кастильской, был аннулирован из-за кровного родства. От этого супружества остался сын Альфонсо.
У Хайме и Иоланды родилось 10 детей:
- Иоланда Арагонская (1236—1301), стала королевой Кастилии, выйдя замуж за Альфонсо X Кастильского, имела двенадцать детей.
- Констанция Арагонская (1239—1269), вышла замуж за Хуана Мануэля Кастильского, сына короля Кастилии Фердинанда III, имела двоих детей.
- Педро III Арагонский (1239—1285), наследуя отцу, стал королём Арагона и Валенсии, графом Барселоны, по просьбе сицилийцев принял корону Сицилии (в 1282 году). Был женат на Констанции Сицилийской, имел шестеро детей.
- Хайме Майоркский (1243—1311), после смерти отца получил во владение вассальное королевство Майорка. Кроме Балеарских островов в него входили каталонские графства Руссильон и Сердань, а также сеньория Монпелье, виконтство Карла в Оверни и баронство Омела около Монпелье. Был женат на Эскларамунде де Фуа, имел шестеро детей.
- Фердинанд Арагонский (1245—1250), инфант Арагона, умер в раннем возрасте.
- Санча Арагонская (ок. 1242—1255 — 1262 или 1275), была обручена с Тибо V Наваррским. Получила христианское образование, побудившее её оставить двор и стать монахиней.
- Изабелла Арагонская (1247—1271), вышла замуж за короля Франции Филиппа III, имела четверо детей.
- Мария Арагонская (1248—1267), приняла постриг в монастыре Сихены.
- Санчо Арагонский (1250—1275), в 16 лет был назначен архиепископом Толедо, казнён мусульманами в Мартосе.
- Элеонора Арагонская (1251 — ?), инфанта Арагона, умерла в раннем возрасте.

### Общественная деятельность
Иоланда была талантливой женщиной и обладала сильным характером. Принимала участие в политических делах наравне со своим мужем. Хайме очень ценил её как советника. Иоланда принимала участие в важных международных соглашениях. (Tractat d’Almizra с Кастилией, 1244). Подписывала договор о сдаче города Валенсии эмиром Зайаном ибн Марданишем. Вместе с мужем торжественно вступила в Валенсию 9 октября 1238 года.
Также поощряла попытки своих детей поссорить Хайме с его старшим сыном Альфонсо.

### Смерть и захоронение

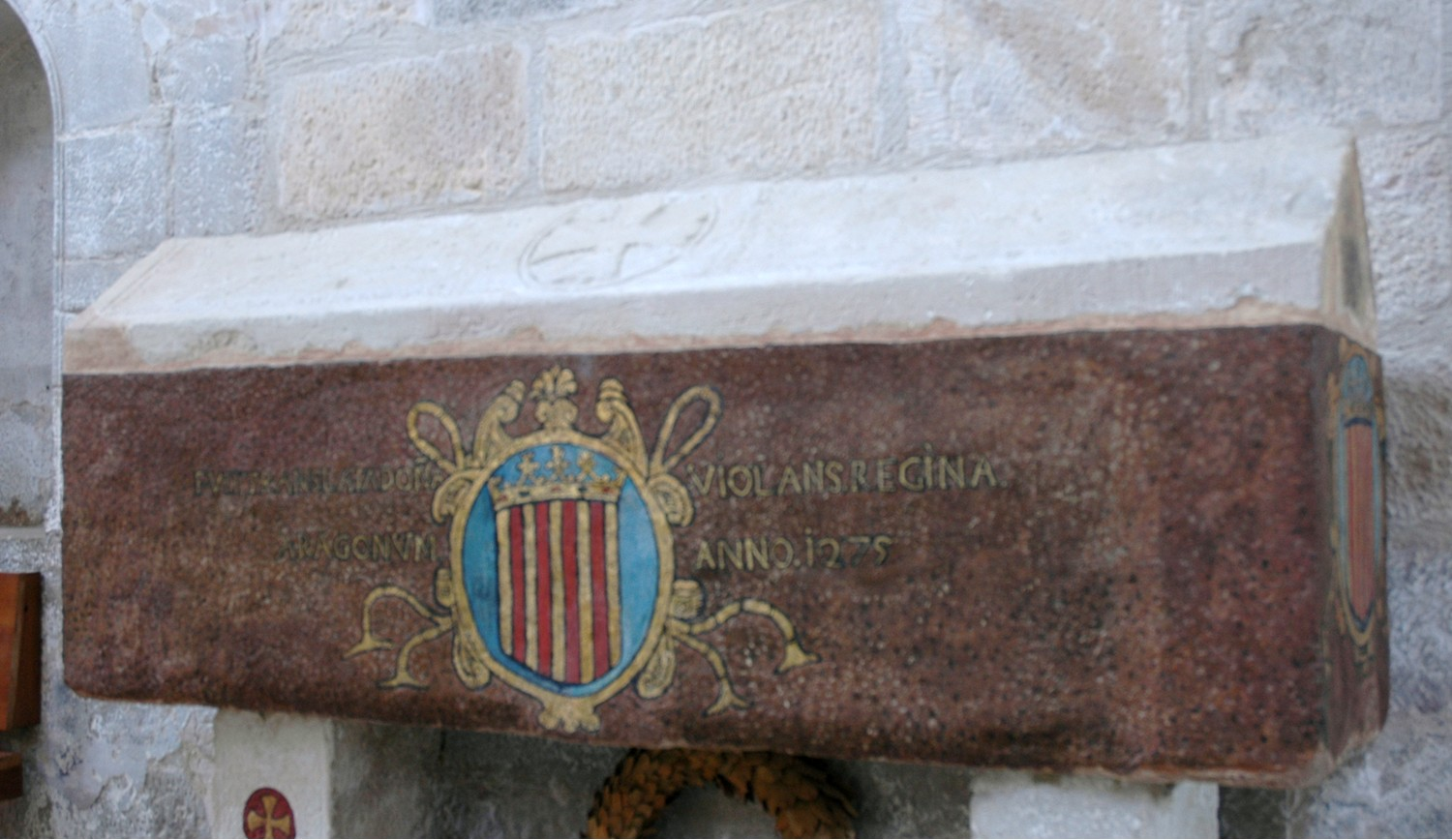
Гробница Иоланды Венгерской

Умерла в Уэске от лихорадки в октябре 1251 года. Похоронена в монастыре Santa María de Vallbona в каталонском городе Лериде. Позднее рядом с ней была похоронена её дочь Санча.
Останки королевы были перенесены в известную сейчас гробницу в 1275 году. Об этом свидетельствует надпись на боковой стороне саркофага: «Fuit translata donna | Violans regina | Aragonum | anno 1276».
В 2002 году правительство Венгрии финансировало реставрацию гробницы, пожертвовав на данную цель 12 000 евро. Несмотря на это, разрешения на вскрытие саркофага монашеская община Вальбуэна не дала.